# Museo de Aeronáutica y Astronáutica
Museo del Aire y del Espacio, también conocido como Museo del Aire, es un museo de aeronáutica del Ejército del Aire y del Espacio en Madrid, cerca del Aeropuerto de Madrid-Cuatro Vientos, España. Es un museo nacional y de titularidad estatal, dependiente del Ministerio de Defensa a través del Servicio Histórico y Cultural del Ejército del Aire y del Espacio (SHYCEA). Sus principales fines son mostrar la historia de la aviación, las aportaciones militares al progreso de la aeronáutica, potenciar la cultura de defensa y seguridad nacional, así como su investigación. 

## Historia

### El proyecto inicial

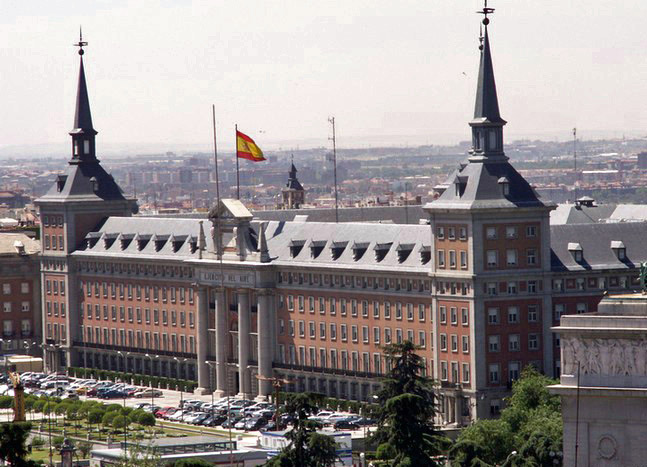
El edificio del antiguo Ministerio del Aire, en la actualidad Cuartel General del Ejército del Aire y del Espacio, fue la primera sede que se barajó para el Museo.

En 1939 finaliza la guerra civil española y se emplieza a plantear la creación del Ejército del Aire. Es en esta época cuando el Ministro del Aire designa al coronel Társilo Ugarte Fernández para que prepare un proyecto para crear un museo aeronáutico. Sin embargo, habrán de pasar 27 años para su creación. Un primer anteproyecto se presentó en diciembre de 1948, con su ubicación en la planta baja del nuevo edificio del Ministerio del Aire (actual Cuartel General del Ejército del Aire y del Espacio).
Tras posteriores estudios y consultas se creó el Museo de Aeronáutica y Astronáutica, por decreto número 1437 de 16 de junio de 1966, dependiendo del Ministerio del Aire y con sede en Madrid. Un año después se aprueba el Reglamento del Museo.
En un principio la idea era exponer objetos, maquetas y documentos históricos y en uno de los patios mostrar algunos de los pocos aviones históricos que se habían conservado. Sin embargo, se desechó este primer plan al no contar con el suficiente espacio por la adquisición o donación de una serie de aviones como el Vilanova Acedo (una versión española de un Blériot XI), el Dragon Rapide que llevó a Francisco Franco en el histórico vuelo Canarias - Tetuán o el gran tamaño de los Heinkel He 111, DC-3 o los Junkers Ju 52.
La siguiente opción era ocupar un edificio propio que se pudiera ampliar en un futuro, por lo que se propusieron:
- El histórico aeródromo de Cuatro Vientos, al que se considera cuna de la aviación militar española.
- Aeropuerto de Madrid-Barajas.
- Casa de Campo.
- Ciudad Universitaria.
- Cripta y solares de la Plaza de la Moncloa (donde se encuentra hoy Junta Municipal del Distrito de Moncloa - Aravaca y el Patronato de Casas del Aire).

### El desarrollo del museo

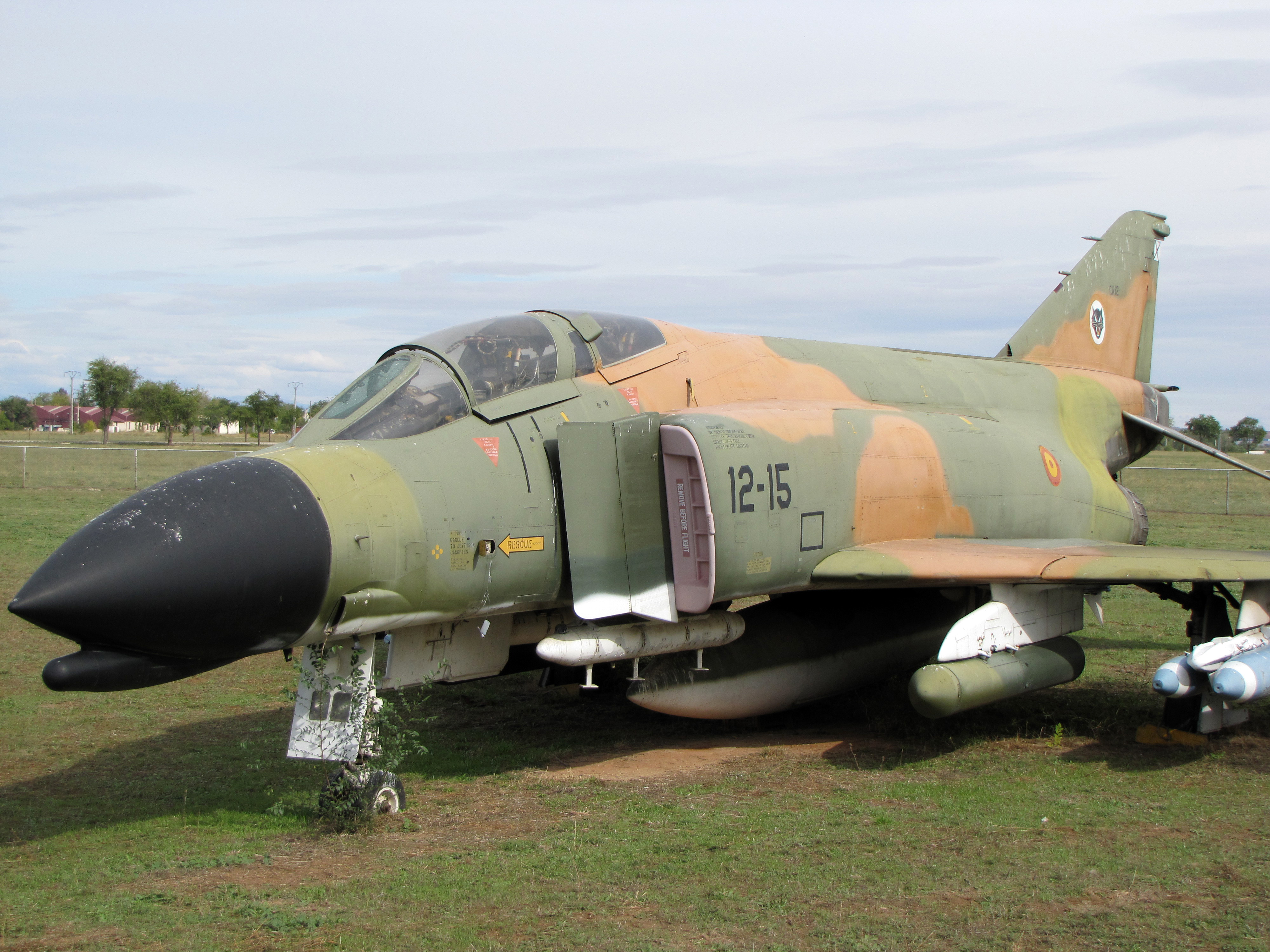
Cazabombardeo McDonnell Douglas F-4C Phantom II (C.12) que sirvió en el Ala 12 de la Base aérea de Torrejón de Ardoz

En 1975 se decidió establecerlo en su actual emplazamiento, en Cuatro Vientos. Las razones principales para esta decisión fueron: la proximidad a Madrid, la cercanía a una Maestranza Aérea (talleres militares dedicados a tareas de mantenimiento y otras auxiliares), la posibilidad de poder recibir nuevos aviones por vía aérea y el propio carácter histórico del aeródromo de Cuatro Vientos.
En un principio se traslada el material aéreo al histórico hangar donde el aviador y científico Emilio Herrera fundara la primera Escuela de Ingenieros Aeronáuticos (actualmente Escuela de Técnicas de Mando, Control y Telecomunicaciones del Ejército del Aire) de donde saldrían los primeros ingenieros aeronáuticos del país y más adelante el embrión de la Escuela Técnica Superior de Ingenieros Aeronáuticos.
Las obras comienzan a finales de 1979, preparándose una instalación cubierta y un área ajardinada para los aviones, así como dos lagunas unidas por un pequeño canal para los hidroaviones Dornier Do 24 y Grumman Albatross. Fue inaugurado oficialmente por el teniente general JEMA Emiliano José Alfaro Arregui el 24 de mayo de 1981.
Con el paso de los años el número de los aviones se duplicó, y los árboles y lagunas del jardín dificultaban el movimiento y colocación de los nuevos aviones, limitando incluso la capacidad de exposición. El agua y la vegetación atraían a numerosos pájaros, como unas cacatúas argentinas, que dañaron el casco de los hidroaviones o los timones o alerones, lo que obligaba a nuevas reformas. La colección también fue ampliada, por medio de compras o donaciones de motores, banderas, maquetas, armamento, uniformes, cartas de vuelo, libros o documentos históricos. Por considerarse cada día más necesario se procedió a una primera reforma que acabó su primera fase el 18 de octubre de 1993, añadiendo dos hangares más para exposición.
A partir del año 2000 estas modificaciones continúan, y se inicia la construcción del Hangar 4 (inaugurado el 22 de agosto de 2003), finalizándose esta etapa con la construcción de los Hangares 5, 7 y por último el 6. Con estos nuevos hangares, el museo contaba con cinco en total, se encuentra entre los cinco primeros museos de Aeronáutica de Europa, por el número de aeronaves expuestas al público.
En septiembre de 2019 el Rey Felipe VI visitó las instalaciones del Museo, realizando una visita por el mismo e inaugurando la última fase de renovación del Hangar 1, dedicado a los grandes vuelos históricos de finales de los años 20 e inicios de los 30 del pasado siglo.

## Instalaciones y fondos

### Fondos
Ocupa un área de 66 938 m², repartidos entre siete hangares y ocho plataformas ajardinadas al aire libre con más de un centenar de aeronaves. Dispone de aparcamiento, consigna, punto de información, cambia-bebés, aseos adaptados, servicio de préstamo de silla de ruedas, tienda y cafetería.

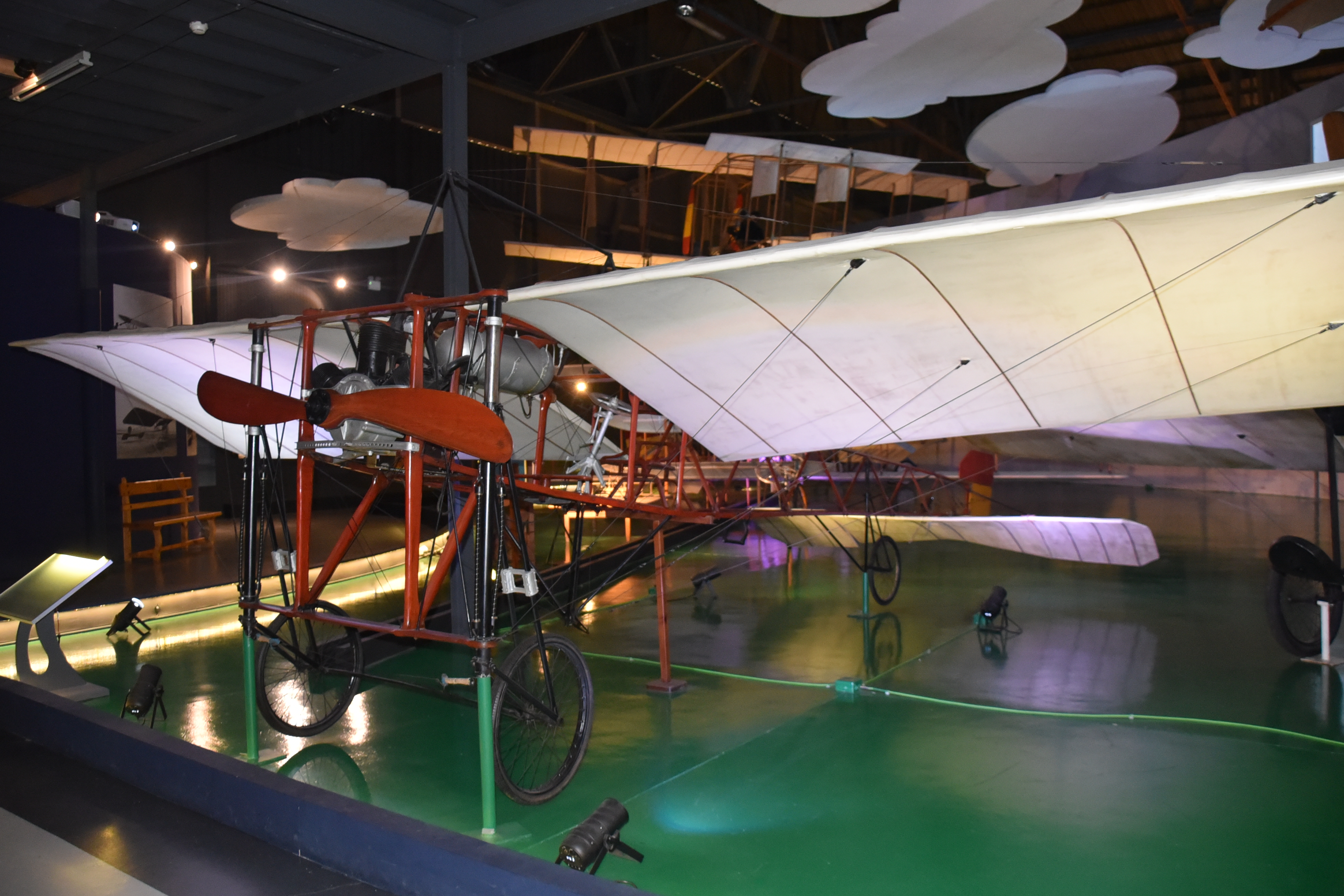
Vilanova Acedo

Entre los aviones más destacados está el Vilanova Acedo, el aeroplano más antiguo que se conserva en España; el Jesús del Gran Poder, que atravesó el océano Atlántico Sur en 1929; un bombardero alemán Heinkel He 111 y un autogiro Cierva C.19 que voló por primera vez en 1932.
- Hangar 1: comienza con hitos de la Aerostación, continuando con réplicas, originales y maquetas de aviones de los inicios de la Aviación española e internacional, guerra de Marruecos y Grandes Vuelos. También cuenta con una Sala de Laureados, héroes de la aviación militar y expositores de banderas y estandartes de diversas unidades aéreas.
- Hangar 2: reúne una importante colección de motores que narran su evolución, uniformes militares y ropa de vuelo, simuladores de vuelo para entrenamiento, armamento y una selección de piezas diversas de Astronáutica.

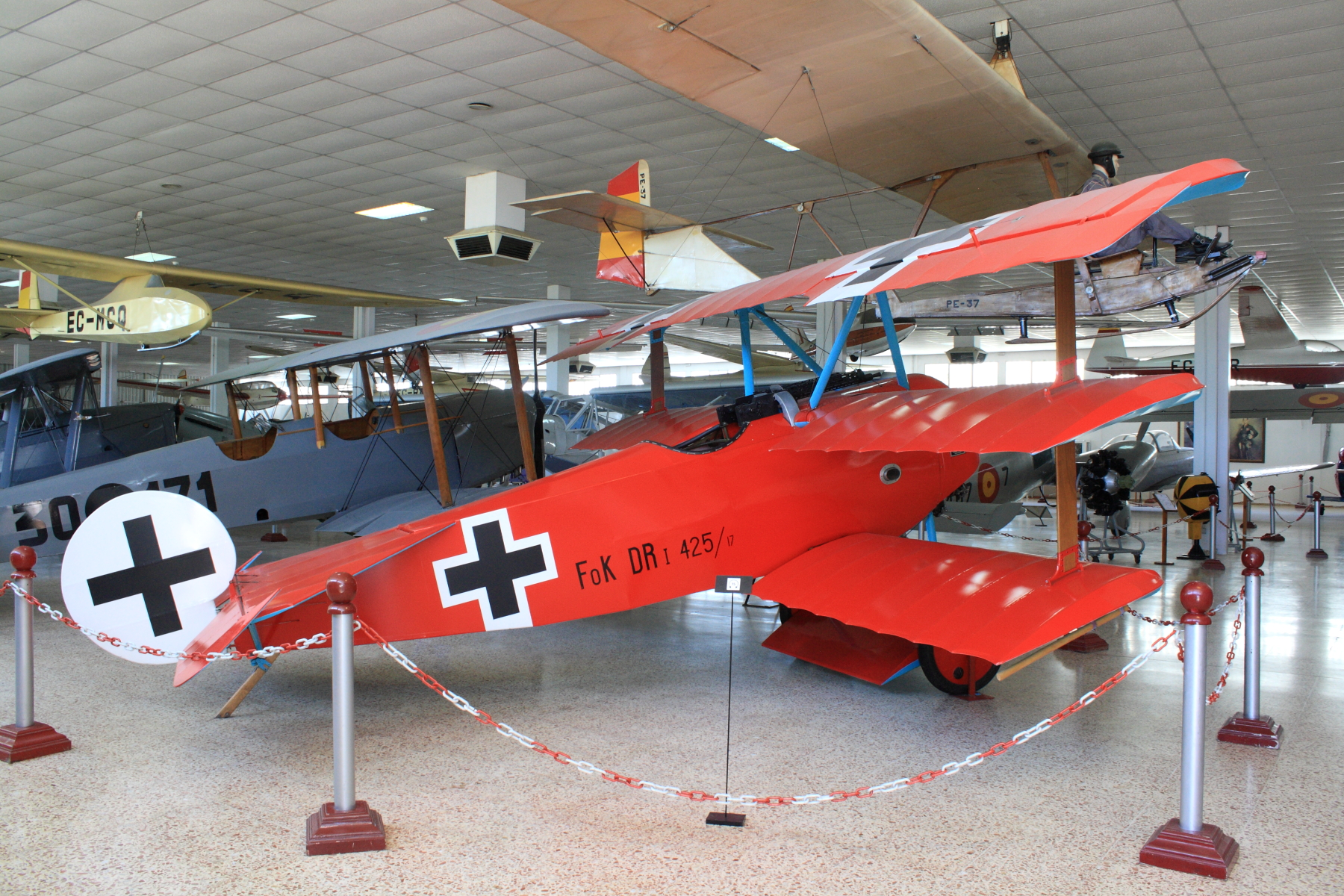
Réplica del Fokker Dr.I usado por el legendario Manfred von Richthofen.

- Hangar 3: en este espacio se sitúa una selección de aeronaves desde la Primera Guerra Mundial hasta nuestra época, junto con otros de menor tamaño, de escuela, entrenamiento o combate, además de planeadores y una gran colección de hélices. Se completa con un apartado relacionado con la Casa Real y su vinculación con la Aeronáutica.
- Hangar 4: dedicado al ala rotativa, en él se sitúan alguno de los autogiros diseñados por Juan de la Cierva y distintos modelos de helicópteros. También cuenta con una colección de instrumentos de vuelo.
- Hangar 5: en este espacio de contenido variado se muestran piezas aeronáuticas desde la Guerra Civil, destacando aviones de acrobacia, de caza y combate, así como un rincón dedicado al paracaidismo. En sus vitrinas se exponen los instrumentos de comunicación utilizados por el Ejército del Aire y del Espacio.
- Hangar 6: alberga aviones, maquetas y cabinas comerciales.
- Hangar 7: contiene una colección de maquetas de modelos, nacionales y extranjeros, que narran la historia de la aviación, así como una colección de aeromodelismo.

## Localización y visitas

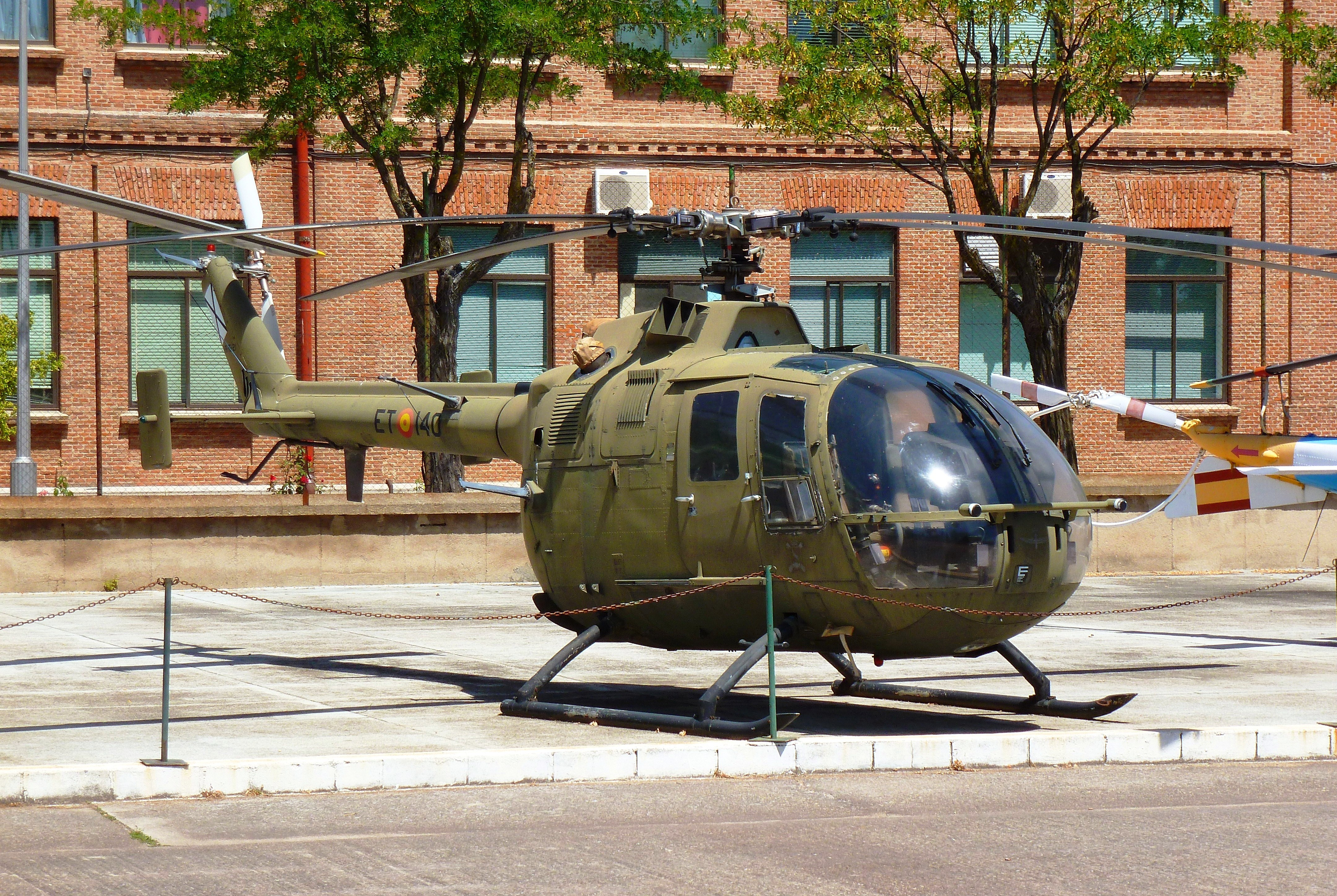
Bö-105 LOH del Ejército de Tierra.

- Autobús: la forma más cómoda de acceder en transporte público es mediante los autobuses interurbanos de la empresa De Blas que con cabecera en Príncipe Pío realizan el recorrido Madrid-Alcorcón-Móstoles, con parada en Escuela de Transmisiones.

- Tren: Las estaciones de Metro (línea 10) y RENFE (línea C-5) denominadas Cuatro Vientos son las más cercana al Museo, pero se encuentra a 1500 metros del mismo y el camino para llegar es el arcén de la A-5. A 1700 metros se encuentra la estación de San José de Valderas de Cercanías Madrid.

- Coche: el museo está situado al suroeste de Madrid en el límite del término municipal de Madrid con Alcorcón. Está situado cerca de la cabecera 10 del aeropuerto de Madrid-Cuatro Vientos y un poco más lejos de la Base Aérea de Cuatro Vientos. La entrada al Museo es por la autovía A-5 (autovía de Extremadura), sentido Madrid, km 10,700. Pero está muy mal señalizado y como el único cartel indicador es muy pequeño, es fácil pasarlo por alto o que cuando se vea ya no dé tiempo a tomar el camino.

- Entrada: la entrada es gratuita, aunque se pide un donativo voluntario de tres euros. Abre de martes a domingo de 10:00 a 14:00 horas. Permanecerá cerrado los lunes y los días 1 y 6 de enero, Jueves y Viernes Santos, 12 de octubre y 10, 24, 25 y 31 de diciembre.

- Información y reservas en el 915 091 690 o en museodelaire@ea.mde.es

## Galería de imágenes

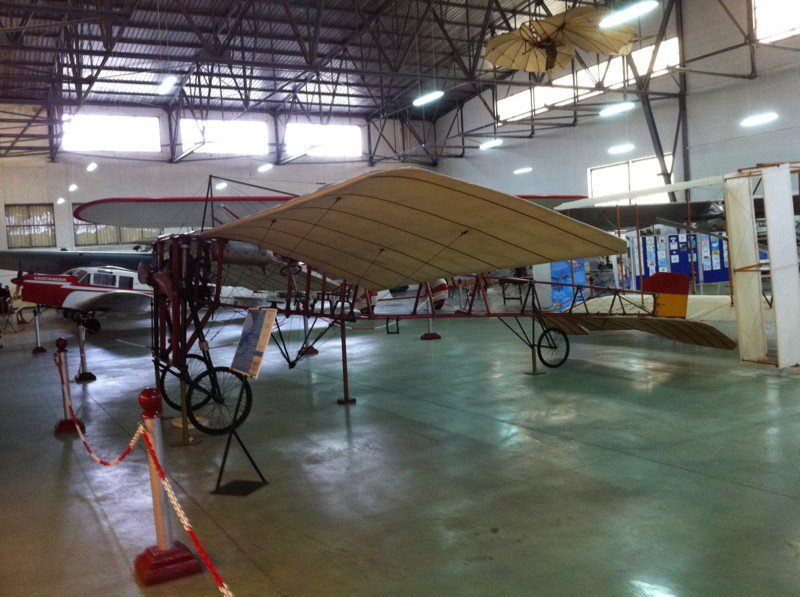
El Vilanova Acedo, es el avión más antiguo conservado en España.
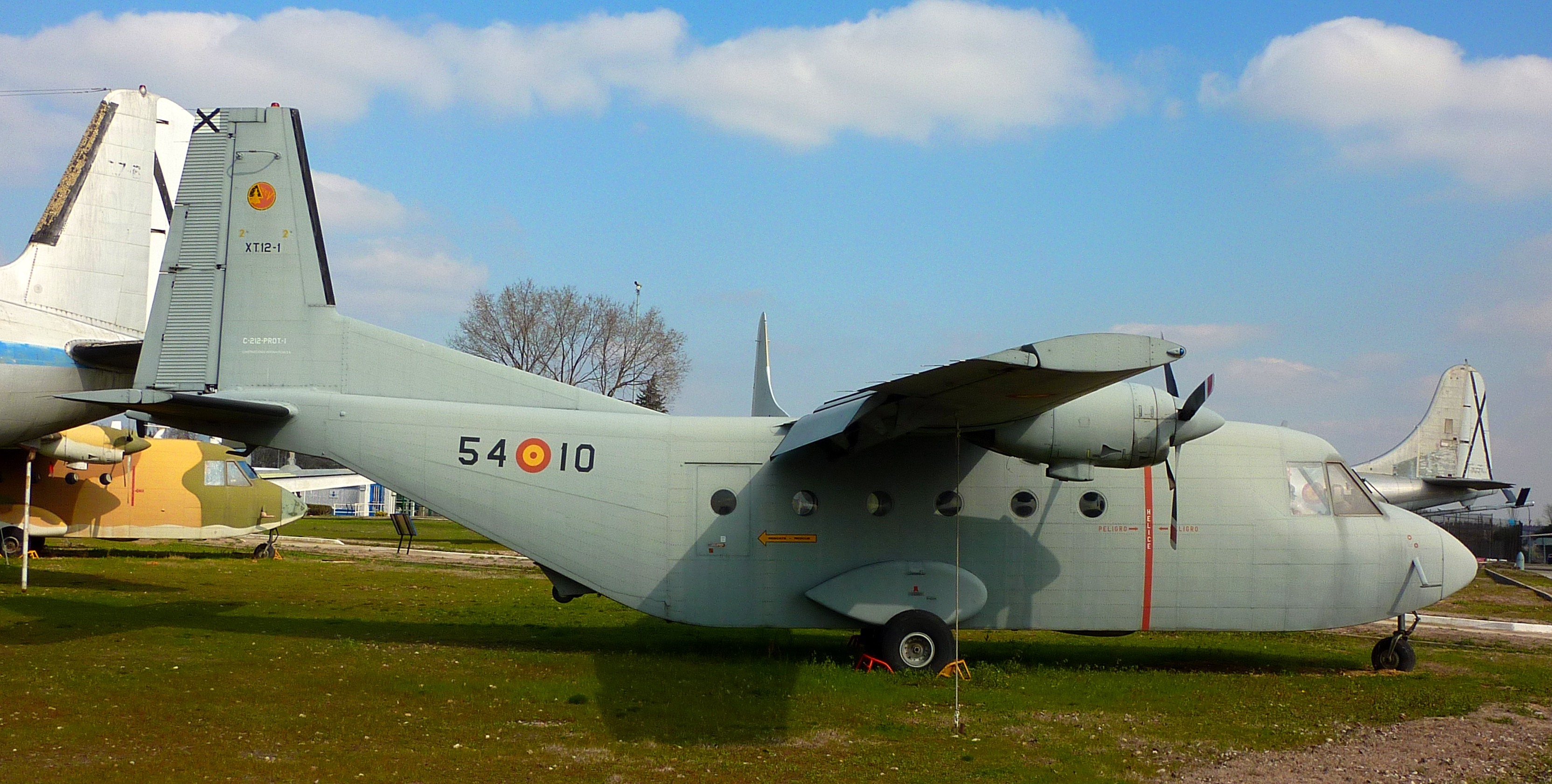
Primer prototipo del CASA C-212 (T.12), uno de los mayores éxitos de la industria aeronáutica española.
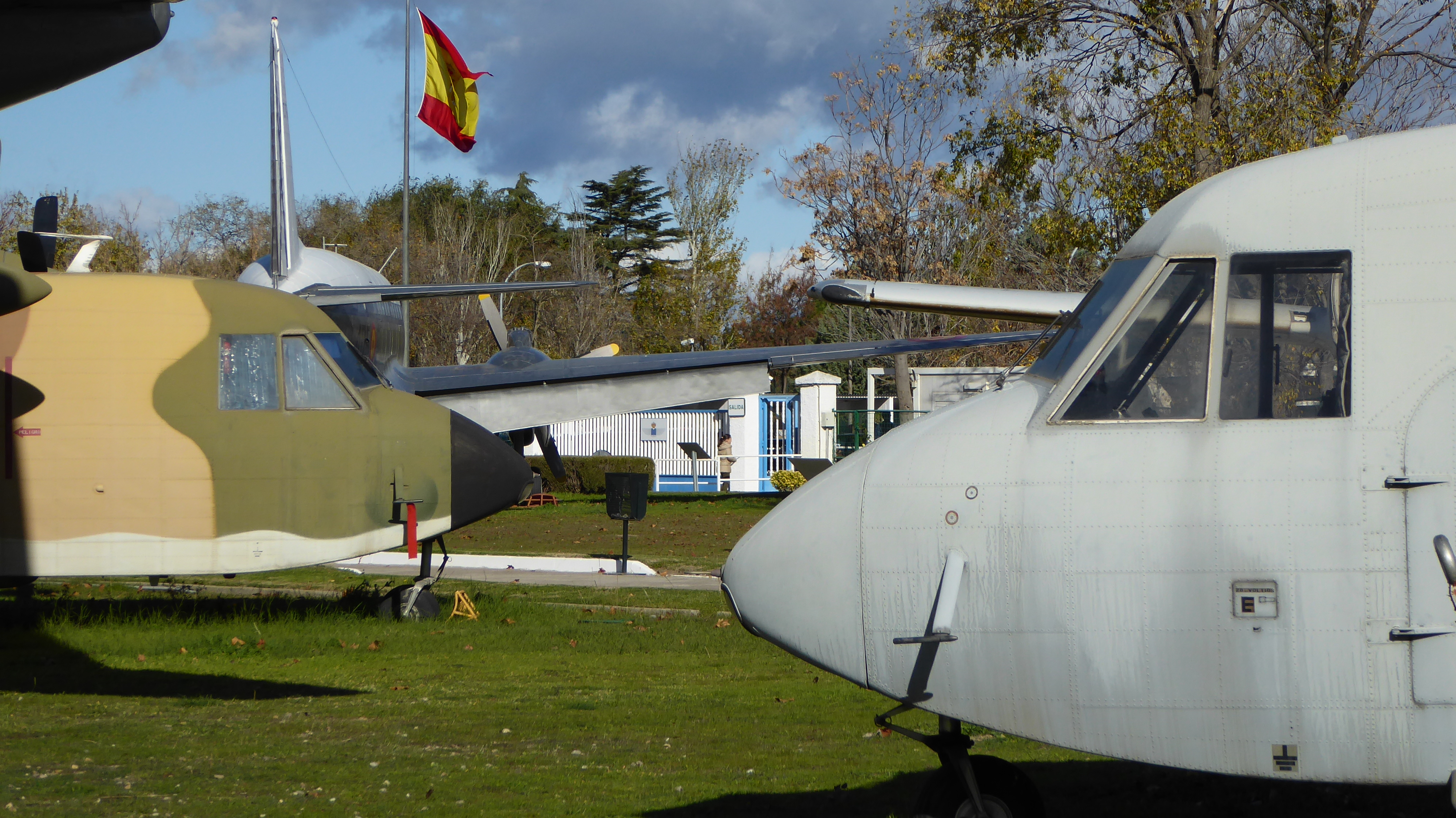
Detalle de la proa de sendos C-212 (T.12).
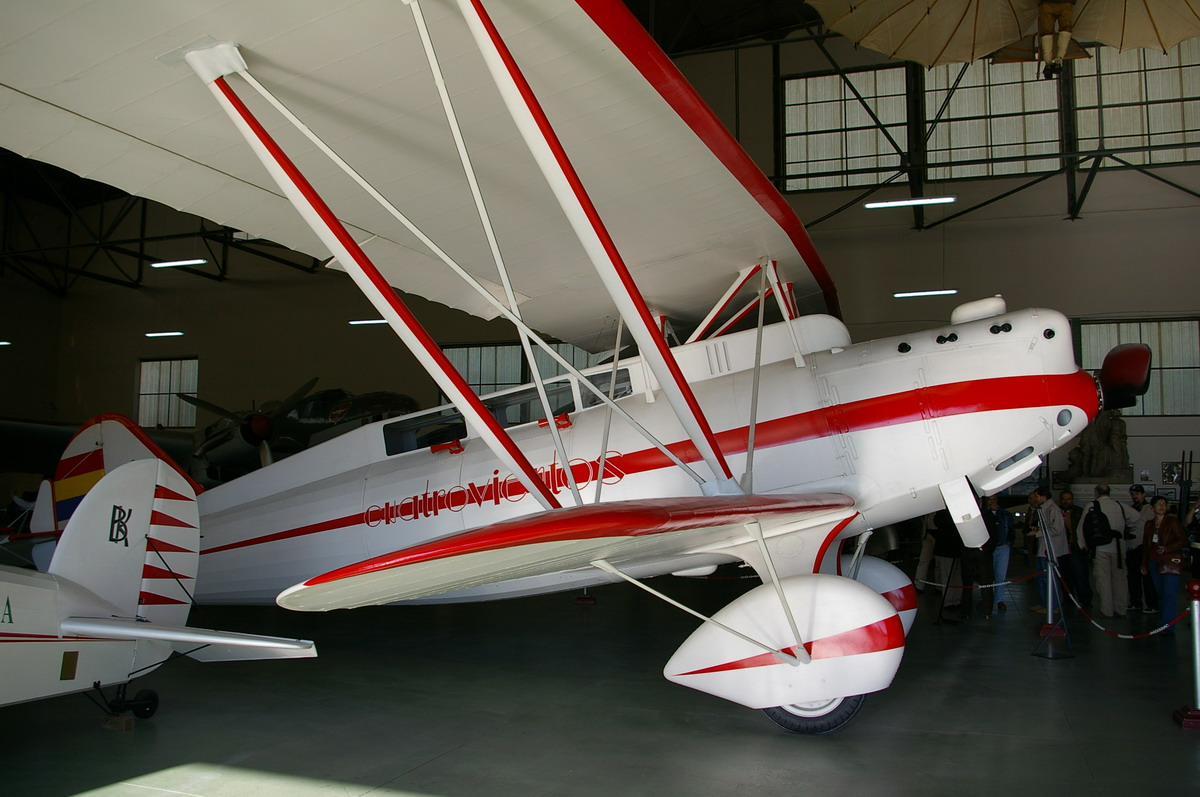
Réplica del avión Cuatro Vientos que realizó el trayecto Sevilla-Cuba, 1933. El original se estrelló en algún lugar de México.
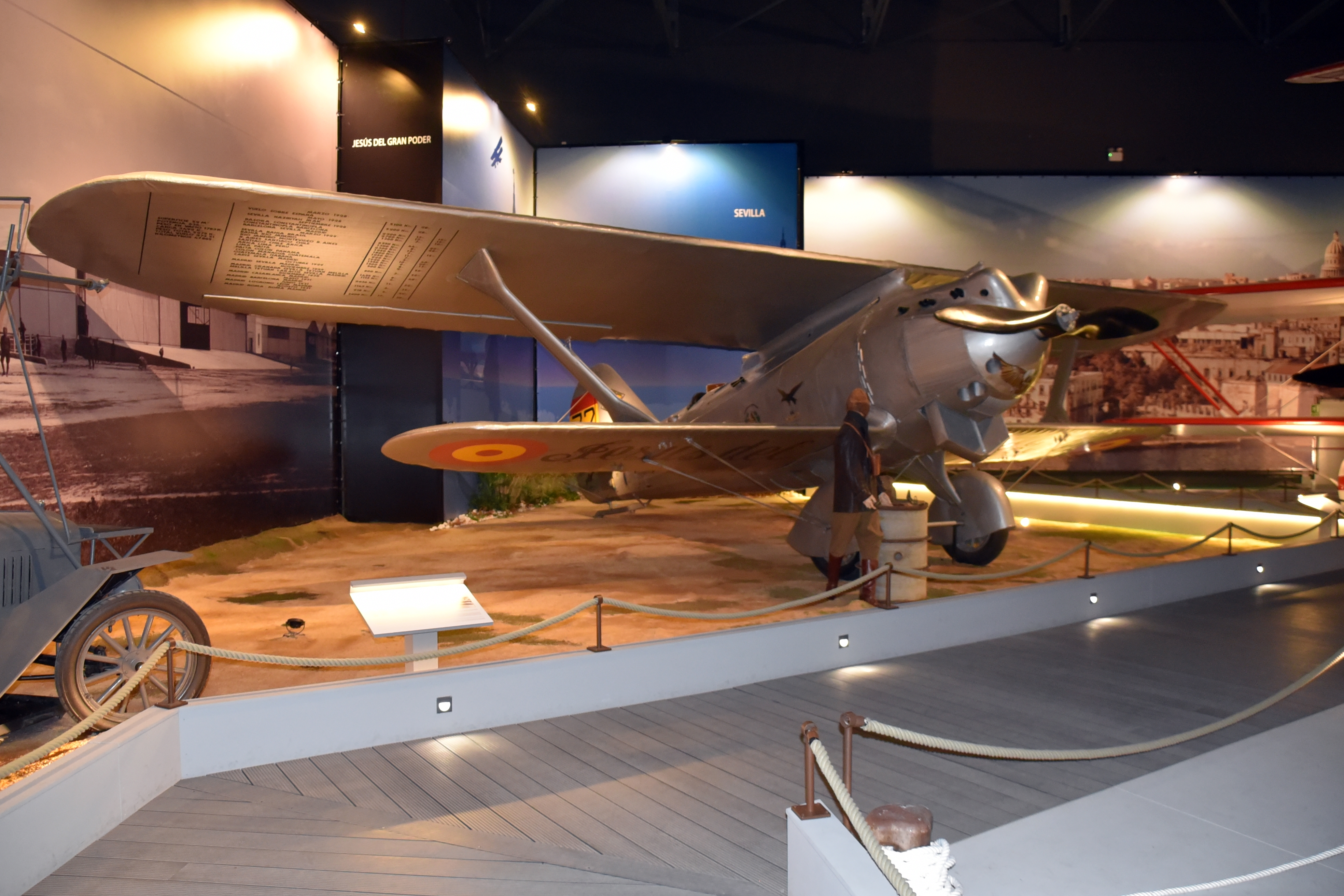
El avión Jesús del Gran Poder, primero en hacer la ruta Sevilla-Bahía unos 6716 km en 1929.
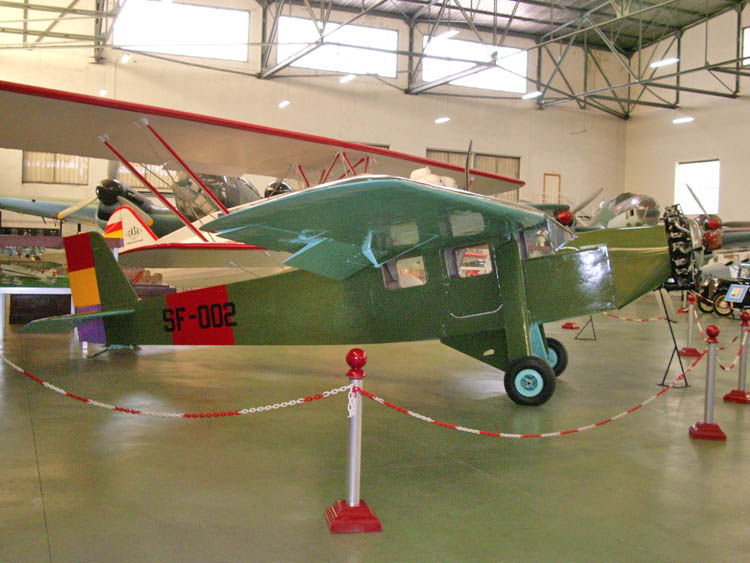
Farman 400 pintado como uno de los aviones de la Segunda República utilizados en Zaragoza durante la guerra civil española.
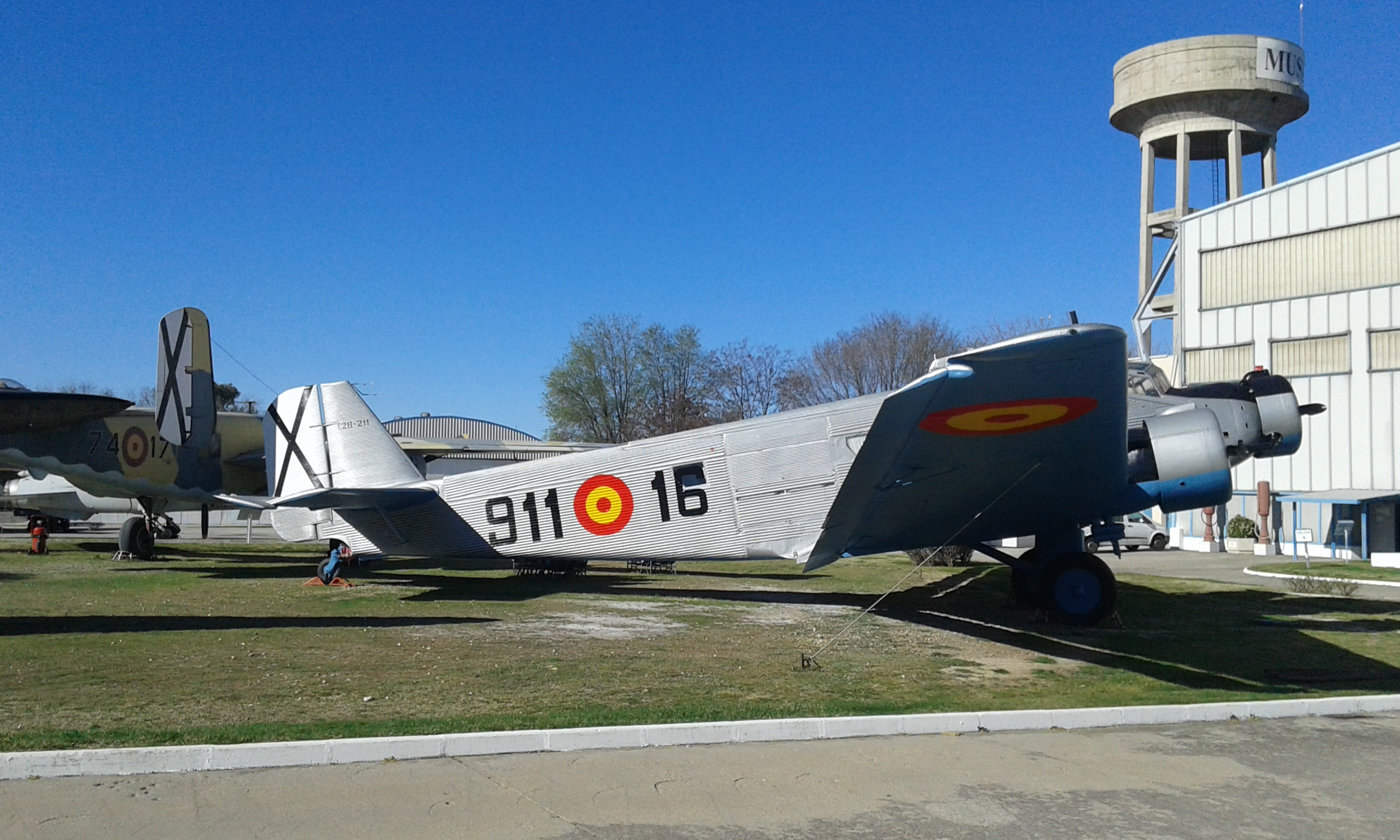
Avión de transporte CASA 352 (T.2).
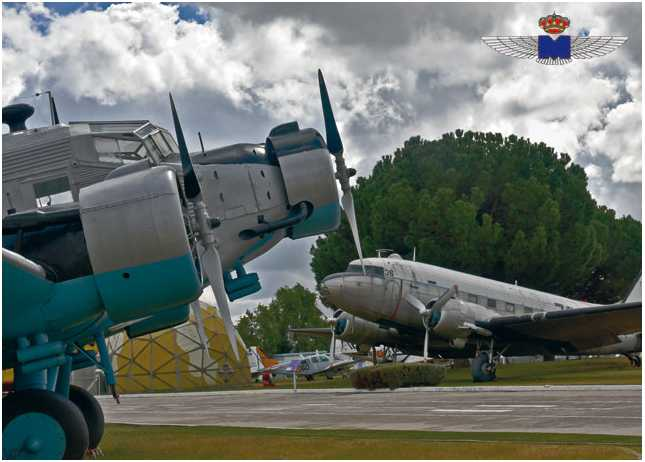
Detalle de la proa del CASA 352. Al fondo puede verse un Douglas C-47 (T.3).
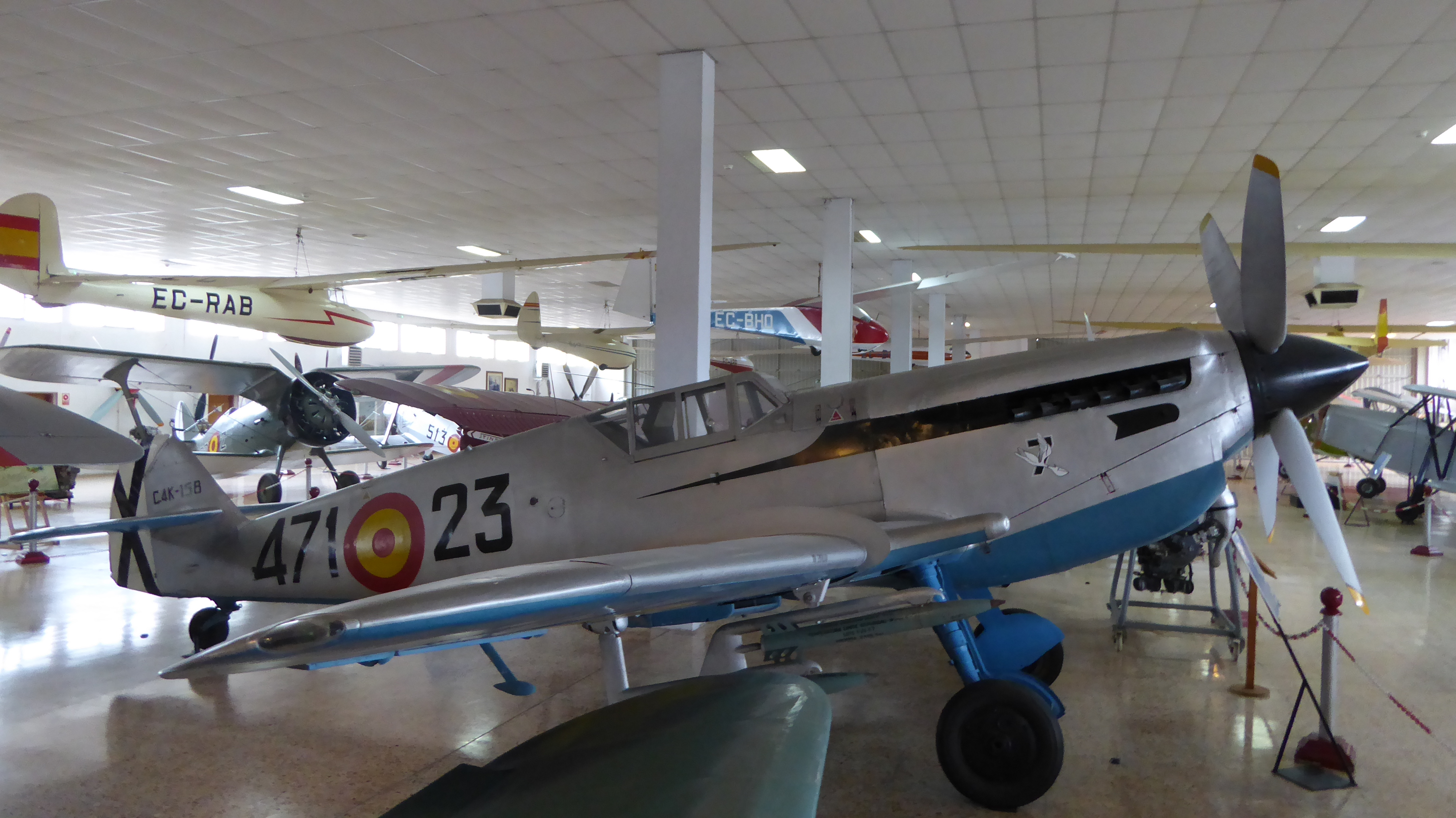
Hispano Aviación HA-1112-M1L Buchón (C.4K), versión española del Messerschmitt Me-109, con motor Rolls Royce Merlin y hélice cuatripala.
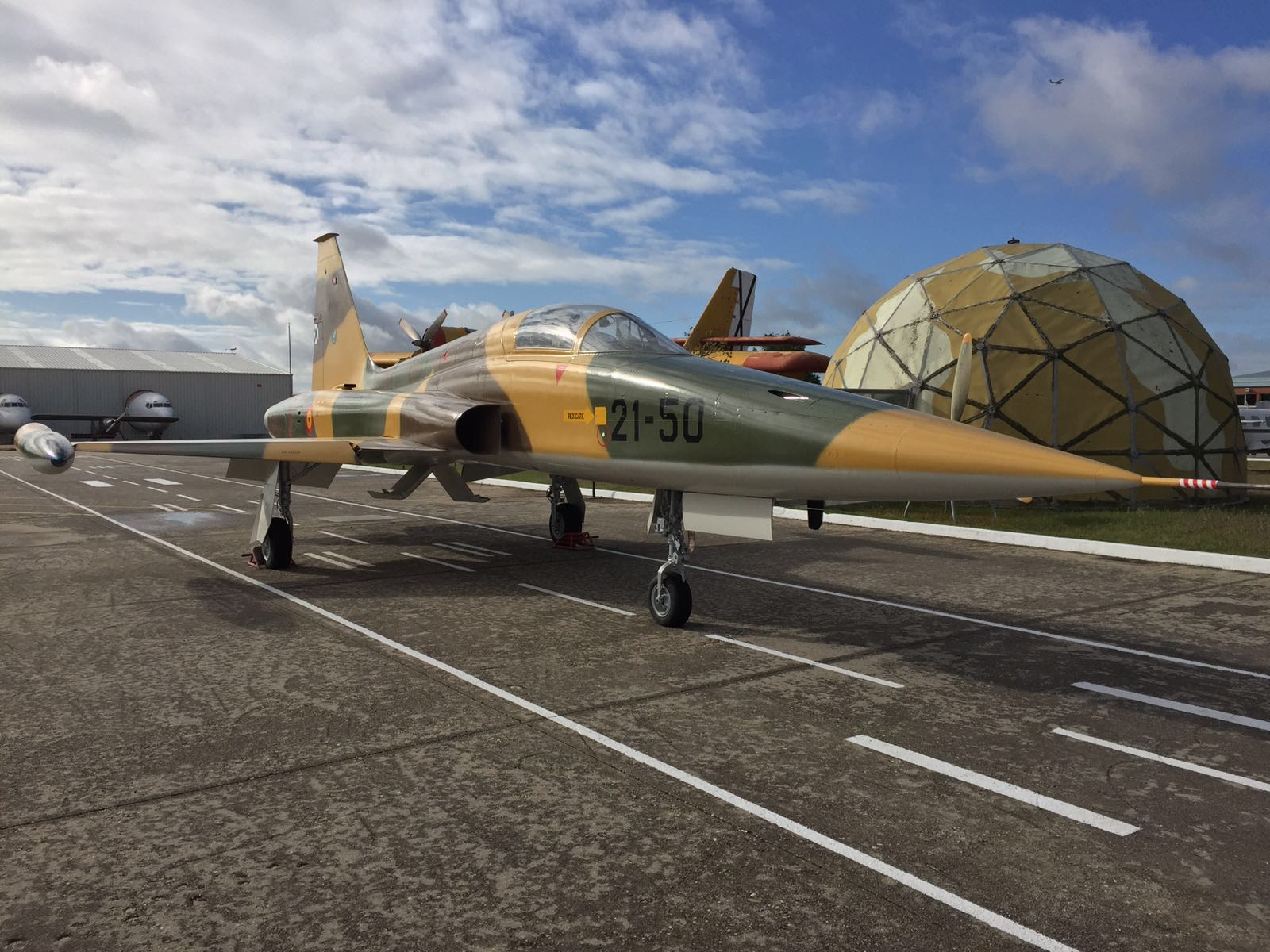
Avión de combate CASA Northrop SF-5A (C.9).
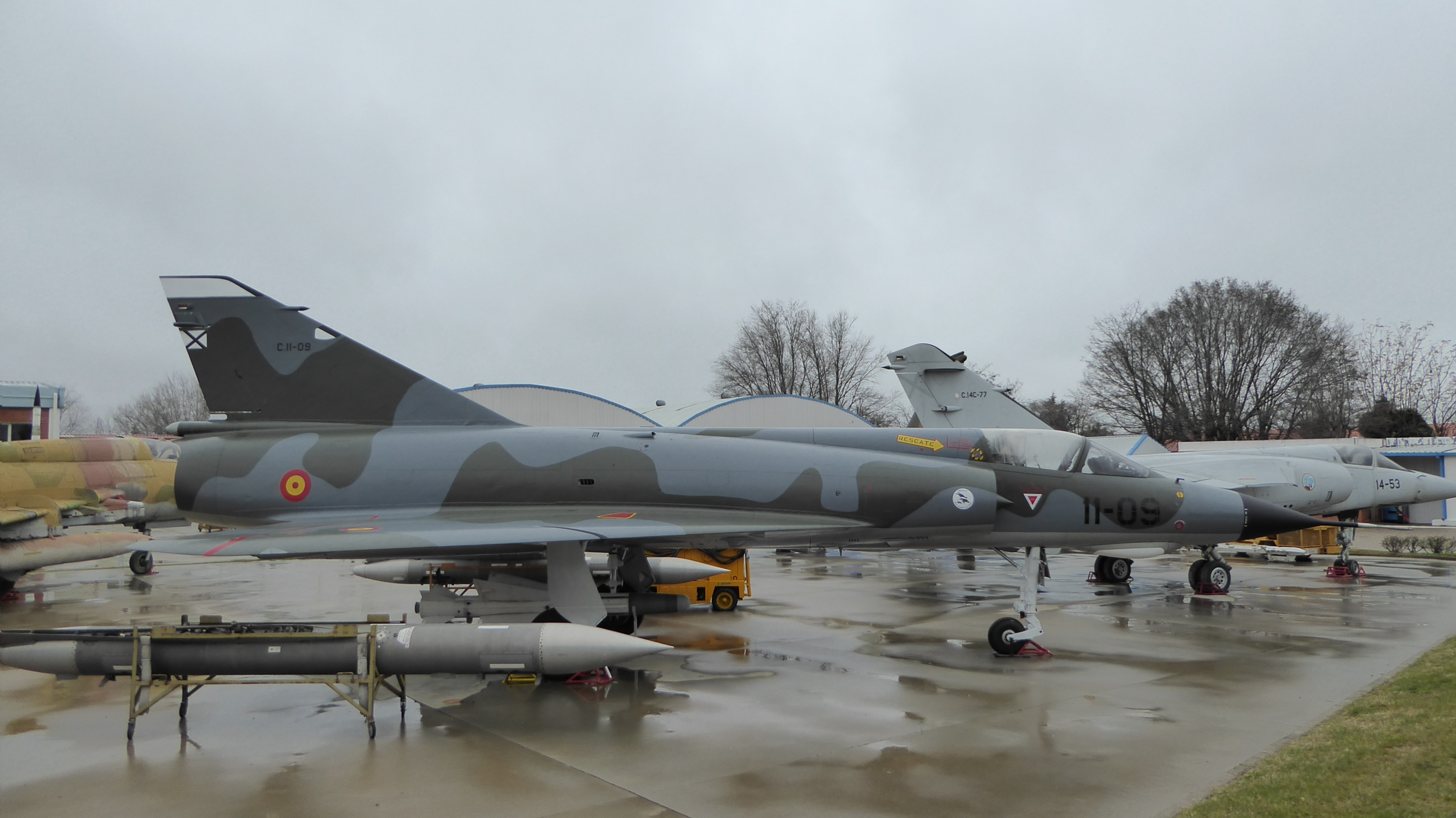
Avión de combate Dassault Mirage III EE (C.11) que sirvió en el Ala 11 del Ejército del Aire con base en Manises (Valencia).
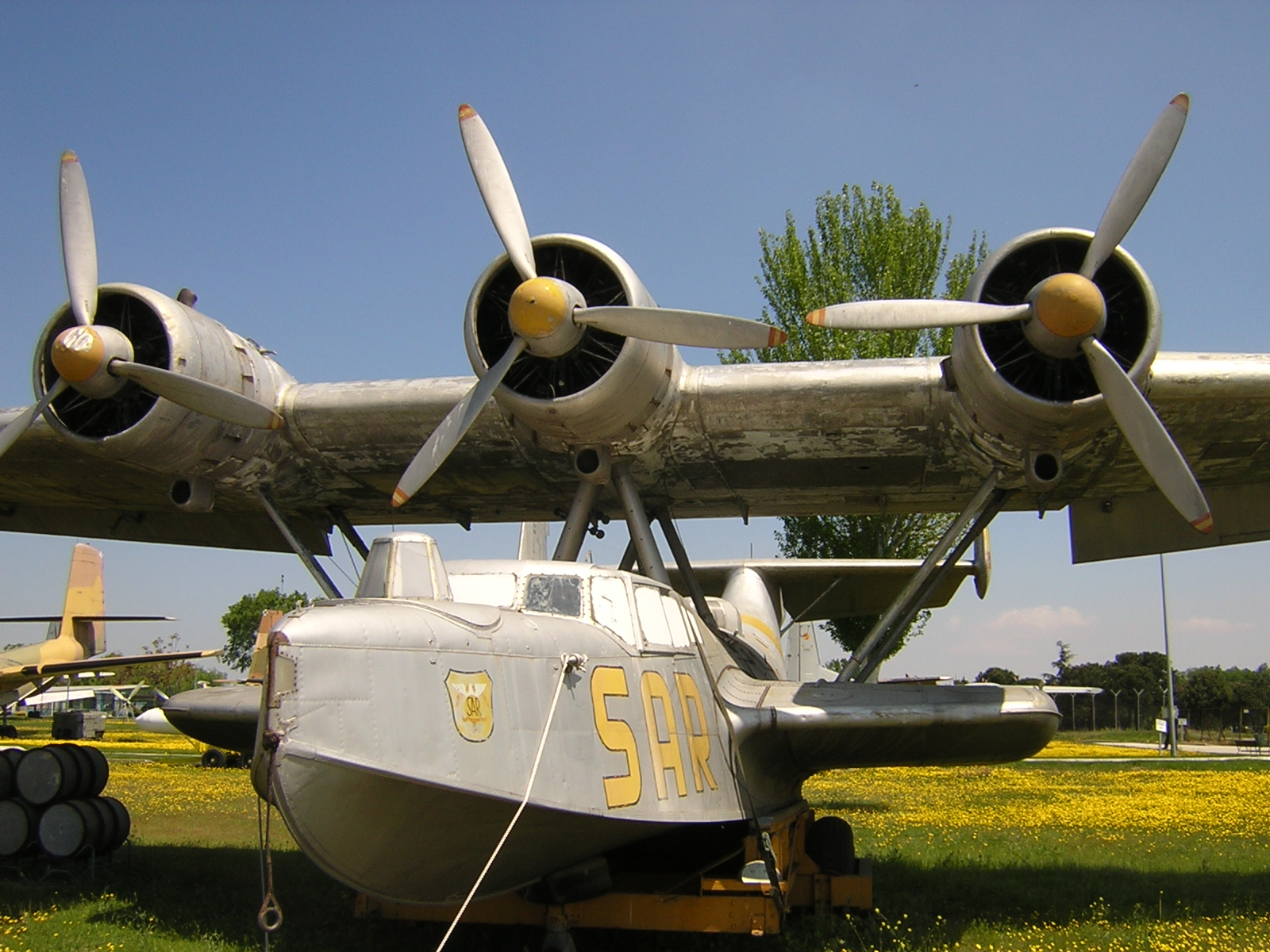
Hidroavión Dornier Do 24 (HD.5) del SAR. Fotografía de 2007. Actualmente en proceso de restauración. Foto del Artal.
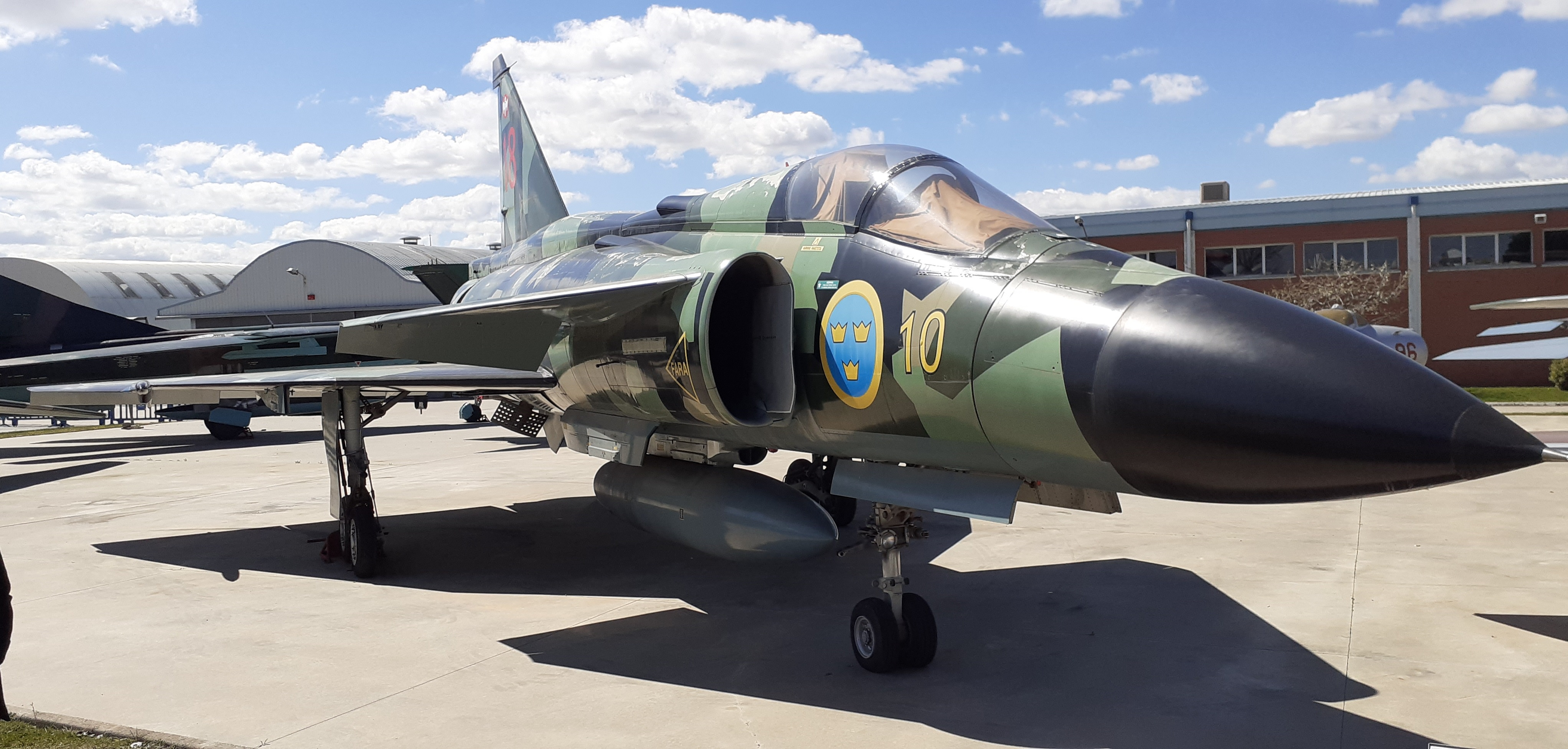
Avión de combate de origen sueco Saab 37 "Viggen".
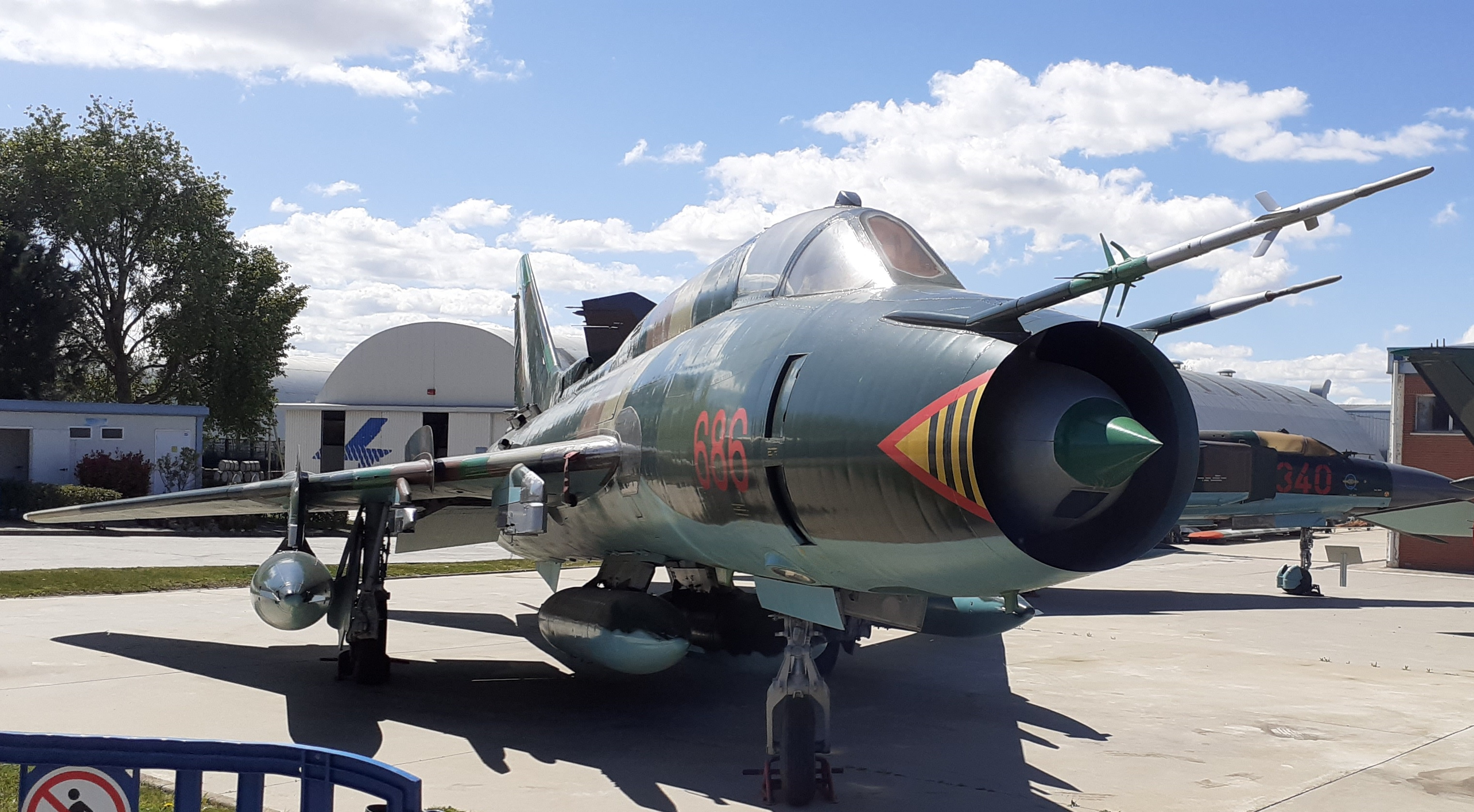
Avión de combate de origen ruso Sukhoi-22 "Fitter".
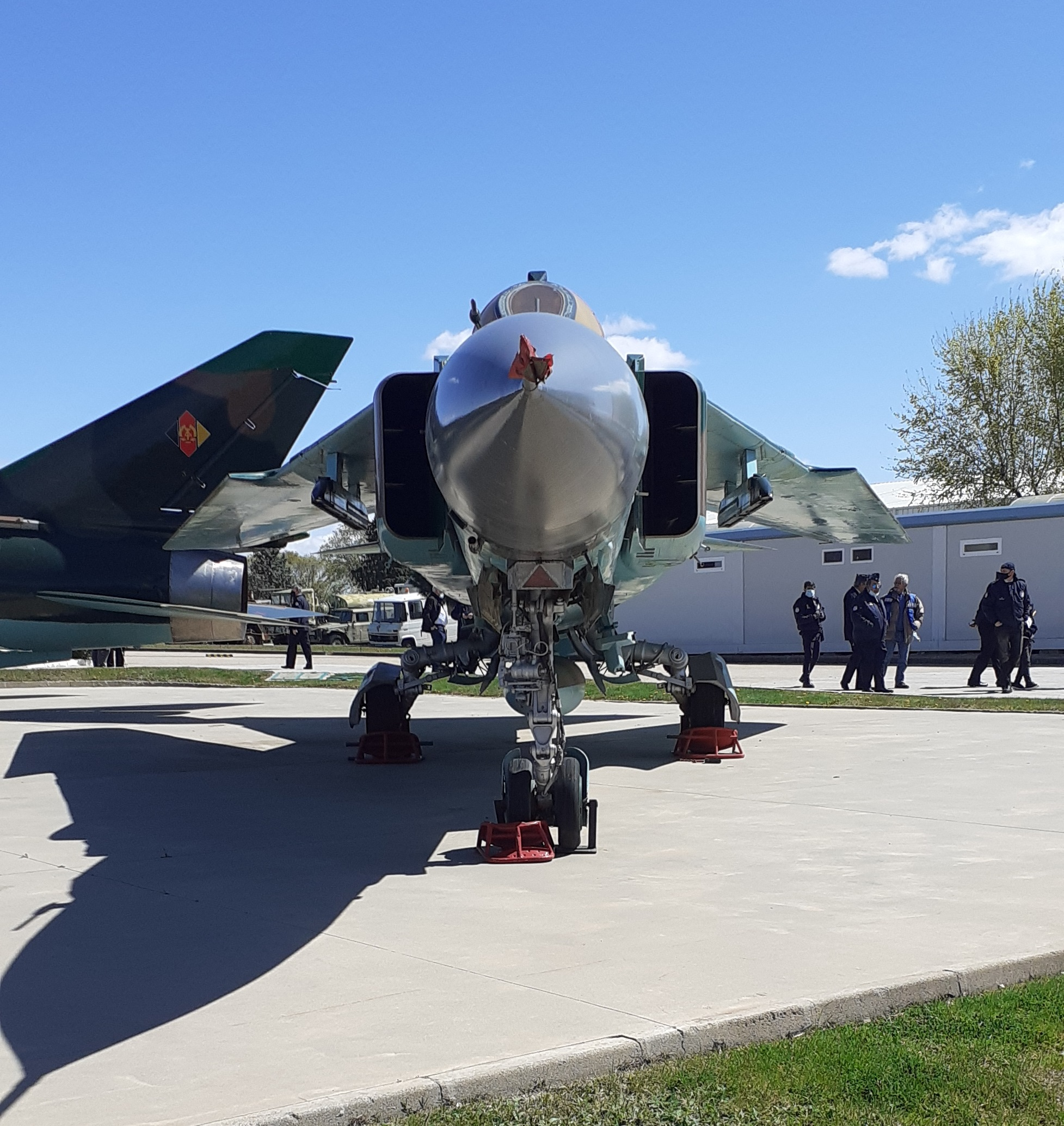
Avión de combate de origen ruso MiG-23 "Flogger"[8].